# Stadion Georgiego Benkowskiego w Pazardżiku
Stadion Georgiego Benkowskiego – stadion sportowy w Pazardżiku, w Bułgarii. Został otwarty w 1989 roku. Może pomieścić 13 128 widzów. Swoje spotkania rozgrywają na nim piłkarze klubu Hebyr Pazardżik. Obiekt nosi imię Georgiego Benkowskiego.